# Nagykeresztúr
Nagykeresztúr is een plaats (község) en gemeente in het Hongaarse comitaat Nógrád. Nagykeresztúr telt 305 inwoners (2001).